# Phellinus tropicalis
Phellinus tropicalis är en svampart som beskrevs av M.J. Larsen & Lombard 1988. Phellinus tropicalis ingår i släktet Phellinus och familjen Hymenochaetaceae.   Inga underarter finns listade i Catalogue of Life.